# لويس بلونت
لويس بلونت (بالإنجليزية: Lois Blount)‏ هي أمينة متحف وأمينة مكتبة ومؤرخة أمريكية، ولدت في 24 مايو 1896، وتوفيت في 2 سبتمبر 1980.